# Coves de Sant Miquel
Les Coves de Sant Miquel són unes balmes de Riells del Fai, en el terme municipal de Bigues i Riells, al Vallès Oriental.
Tot i que duen el nom de Coves, són en realitat unes balmes obertes en la base de la cinglera de l'extrem occidental dels Cingles de Bertí pel curs del Rossinyol a l'espectacular Salt d'aigua del Rossinyol. Estan situades a sota i al sud-oest del monestir de Sant Miquel del Fai, al fons de la vall i al nord d'on el Rossinyol aflueix en el Tenes, a l'extrem nord-occidental del terme municipal, a la Vall de Sant Miquel.